# 2020년 하계 올림픽 알바니아 선수단
2020년 하계 올림픽 알바니아 선수단은 2021년 일본 도쿄에서 열린 2020년 하계 올림픽에 참가한 올림픽 알바니아 선수단이다. 총 6개 종목에서 9명의 선수가 참가했다. 이번 출전으로 알바니아는 1972년 첫 올림픽 출전 이후 9번째로 출전하는 올림픽이 된다.

## 참여 선수
아래 목록은 하계 올림픽에 참가한 알바니아 선수들의 수이다.
| 종목 | 남자 | 여자 | 총합 |
| ---- | ---- | ---- | ---- |
| 육상 | 1    | 1    | 2    |
| 체조 | 1    | 0    | 1    |
| 유도 | 1    | 0    | 1    |
| 사격 | 0    | 1    | 1    |
| 수영 | 1    | 1    | 2    |
| 역도 | 2    | 0    | 2    |
| 총합 | 6    | 3    | 9    |

## 출전 종목

### 육상
알바니아는 IAAF에서 육상 종목에 세계 랭킹(여자 1명) 또는 기본 출전권(남자 1명)에 따른 각 출전 기준을 달성하면서 육상 경기에서 종목당 최대 3명의 선수를 출전시킬 수 있게 되었다.
트랙 필드 성적
| 출전 선수   | 부문              | 본선       | 본선 | 결승전  | 결승전 |
| 출전 선수   | 부문              | 결과       | 순위 | 결과    | 순위   |
| ----------- | ----------------- | ---------- | ---- | ------- | ------ |
| 루이자 게가 | 여자 3000m 장애물 | 9:23.85 SB | 5 q  | 9:34.10 | 13     |

필드 경기 성적
| 출전 선수           | 부문          | 본선 | 본선 | 결승전        | 결승전        |
| 출전 선수           | 부문          | 거리 | 순위 | 거리          | 순위          |
| ------------------- | ------------- | ---- | ---- | ------------- | ------------- |
| 이즈미르 스마일라이 | 남자 멀리뛰기 | 7.86 | 17   | 진출하지 못함 | 진출하지 못함 |

### 체조
알바니아는 올림픽 위원회에서 체조 선수를 올림픽 본선에 보내달라는 요청을 받으며 알바니아에서 최초로 체조 선수가 올림픽에 출전하게 되었다. 기계체조 부문에서 마트베이 페트로브 선수가 출전해 10위로 본선 진출에는 실패했지만 예비 1순위에 이름을 올렸다.
성적
| 출전 선수         | 부문          | 본선   | 본선 | 결선          | 결선          |
| 출전 선수         | 부문          | 총점   | 순위 | 총점          | 순위          |
| ----------------- | ------------- | ------ | ---- | ------------- | ------------- |
| 마트베이 페트로브 | 기계체조 안마 | 14.733 | 10   | 진출하지 못함 | 진출하지 못함 |

### 유도
알바니아는 국제 유도 연맹(IJF)에서부터 출전권 1장을 얻어 선수 한 명이 올림픽에 출전하였다.
성적
| 출전 선수       | 부문      | 32강전                          | 16강전        | 준준결승      | 준결승        | 패자부활전    | 결선 / BM     | 결선 / BM     |
| 출전 선수       | 부문      | 상대방 결과                     | 상대방 결과   | 상대방 결과   | 상대방 결과   | 상대방 결과   | 상대방 결과   | Rank          |
| --------------- | --------- | ------------------------------- | ------------- | ------------- | ------------- | ------------- | ------------- | ------------- |
| 인드리트 출하이 | 남자 66kg | 이안 산초 친칠라 (CRC) · L 0–11 | 진출하지 못함 | 진출하지 못함 | 진출하지 못함 | 진출하지 못함 | 진출하지 못함 | 진출하지 못함 |

### 사격
알바니아는 2021년 6월 5일 기준 최소 예선 점수(MQS)를 넘은 여자 공기권총 선수를 올림픽 본선에 출전시켜 달라는 요청을 받아 선수 1명을 출전시켰다.
| 출전 선수         | 부문              | 본선 | 본선 | 결선          | 결선          |
| 출전 선수         | 부문              | 점수 | 순위 | 점수          | 순위          |
| ----------------- | ----------------- | ---- | ---- | ------------- | ------------- |
| 마누엘라 델릴라이 | 여자 10m 공기권총 | 565  | 36   | 진출하지 못함 | 진출하지 못함 |
| 마누엘라 델릴라이 | 여자 25m 권총     | 556  | 44   | 진출하지 못함 | 진출하지 못함 |

### 수영
알바니아는 2021년 6월 28일 FINA 점수제에 기초하여 국제 수영 연맹(FINA)로부터 올림픽 개인전에 출전할 최고 순위의 선수 두 명(남자 1명, 여자 1명)을 올림픽 본선에 보내달라는 초청권을 받았다. 두 명 모두 본선에 출전하였다.
성적
| 출전 선수     | 부문             | 본선  | 본선 | 준결승        | 준결승        | 결승          | 결승          |
| 출전 선수     | 부문             | 시간  | 순위 | 시간          | 순위          | 시간          | 순위          |
| ------------- | ---------------- | ----- | ---- | ------------- | ------------- | ------------- | ------------- |
| 클레디 카디우 | 남자 100m 자유형 | 51.65 | 52   | 진출하지 못함 | 진출하지 못함 | 진출하지 못함 | 진출하지 못함 |
| 니콜 메리자이 | 여자 50m 자유형  | 26.21 | 42   | 진출하지 못함 | 진출하지 못함 | 진출하지 못함 | 진출하지 못함 |

### 역도
알바니아는 2021년 6월 11일 도쿄 2020년 예성 랭킹 목록에 따라 이번 올림픽 본선에서 총 2명의 본선 출전권을 얻었다.
| 출전 선수         | 부문      | 인상 | 인상 | 용상 | 용상 | 총합 | 순위 |
| 출전 선수         | 부문      | 결과 | 순위 | 결과 | 순위 | 총합 | 순위 |
| ----------------- | --------- | ---- | ---- | ---- | ---- | ---- | ---- |
| 브리켄 찰리아     | 남자 73kg | 151  | 7    | 190  | 4    | 341  | 4    |
| 에르칸드 체리마이 | 남자 81kg | 157  | 11   | 181  | 9    | 338  | 9    |